# Demokratikus Koalíció
De Democratische Coalitie (Hongaars: Demokratikus Koalíció of DK) is een Hongaarse links-liberale politieke partij die is ontstaan vanuit de Hongaarse Socialistische Partij (MSZP). De partijleider is de voormalige Hongaarse premier Ferenc Gyurcsány.
Nadat de partij zich in 2011 had afgescheiden van de MSZP gingen de 10 leden een eigen fractie vormen in het Hongaars parlement.
In 2014 deed de partij mee aan de parlementsverkiezingen van Hongarije als onderdeel van de gezamenlijke oppositie onder de naam Eenheid (Összefogás). Partijleider Ferenc Gyurcsány kwam als nummer 3 op de gezamenlijke landelijke kieslijst te staan na de nummer 1 Attila Mesterházy en de nummer 2 Gordon Bajnai.
In totaal behaalde de partij 4 zetels van de 199 zetels in het Hongaars parlement.
In 2014 won de partij 2 van de 21 zetels van Hongarije in het Europees Parlement.
In 2018 won de partij 9 zetels in het parlement.
In 2019 ontving hij 4 mandaten in het Europees Parlement.